# Verbandsgemeinde Otterbach
La comunità amministrativa di Otterbach (Verbandsgemeinde Otterbach) era una comunità amministrativa della Renania-Palatinato, in Germania.
Faceva parte del circondario di Kaiserslautern.
A partire dal 1º luglio 2014 è stata unita alla comunità amministrativa di Otterberg per costituire la nuova comunità amministrativa Otterbach-Otterberg.

## Suddivisione
Comprendeva 7 comuni:
1. Frankelbach
2. Hirschhorn/Pfalz
3. Katzweiler
4. Mehlbach
5. Olsbrücken
6. Otterbach
7. Sulzbachtal

Il capoluogo era Otterbach.